# Noto Masahito
Masahito Noto (sinh ngày 10 tháng 4 năm 1990) là một cầu thủ bóng đá người Nhật Bản.

## Sự nghiệp câu lạc bộ
Masahito Noto đã từng chơi cho JEF United Chiba.